# شورای بریک اودی

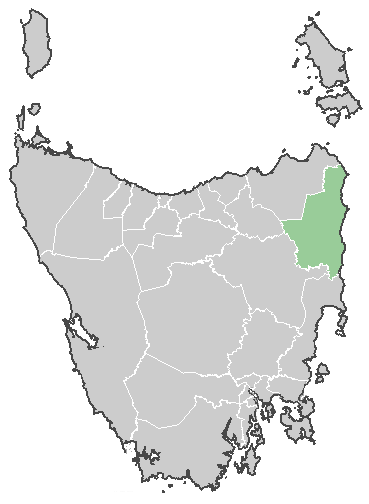

شورای بریک اودی (به انگلیسی: Break O'Day Council) نام منطقه‌ای مسکونی با آب و هوای معتدل در مجاورت اقیانوس آرام و در ناحیه ساحل شرقی تاسمانی است. جمعیت این منطقه بالغ بر ۶٬۲۰۰ نفر برآورد می‌شود که عمدتاً در روستاها و شهرک‌های پرتعداد مجاور خطوط ساحلی سکنی گزیده‌اند. از جاذبه‌های گردشگری این منطقه می‌توان به خلیج آتش‌ها (معروف به پایتخت ماهیگیری تاسمانی)، پارک ملی ماونت ویلیام و سنت هلنز اشاره کرد. مساحت این ناحیه در حدود ۳٬۸۰۰ کیلومتر مربع است که بدین ترتیب یکی از بزرگترین قلمروهای حکومت‌های محلی تاسمانی به حساب می‌آید. از مشاغل ساکنین منطقه می‌توان به کشاورزی، ماهیگیر، تاکداری و استخراج معدن اشاره کرد.